# Japanische Badmintonmeisterschaft 2000
Die Japanische Badmintonmeisterschaft 2000 fand Mitte November 2000 in Tokio statt. Es war die 54. Austragung der nationalen Titelkämpfe im Badminton in Japan.

## Medaillengewinner
| Disziplin    | Gold                          | Silber                       | Bronze                            |
| ------------ | ----------------------------- | ---------------------------- | --------------------------------- |
| Herreneinzel | Keita Masuda                  | Fumihiko Machida             | Shinya Ohtsuka                    |
| Herreneinzel | Keita Masuda                  | Fumihiko Machida             | Hidetaka Yamada                   |
| Dameneinzel  | Kanako Yonekura               | Kaori Mori                   | Miho Tanaka                       |
| Dameneinzel  | Kanako Yonekura               | Kaori Mori                   | Mayumi Ito                        |
| Herrendoppel | Takuya Katayama Yuzo Kubota   | Keita Masuda Tadashi Ohtsuka | Akihiro Imai Masafumi Hanada      |
| Herrendoppel | Takuya Katayama Yuzo Kubota   | Keita Masuda Tadashi Ohtsuka | Norio Imai Hiroshi Ōyama          |
| Damendoppel  | Shizuka Yamamoto Seiko Yamada | Haruko Matsuda Yoshiko Iwata | Mika Anjo Shiori Ōshita           |
| Damendoppel  | Shizuka Yamamoto Seiko Yamada | Haruko Matsuda Yoshiko Iwata | Emi Takai Machiko Yoneya          |
| Mixed        | Norio Imai Chikako Nakayama   | Masahiro Yabe Yuko Watanabe  | Yuzo Kubota Yoshiko Tago          |
| Mixed        | Norio Imai Chikako Nakayama   | Masahiro Yabe Yuko Watanabe  | Katsuya Nishiyama Akiko Nakashima |